# The Rhapsody Tapes
The Rhapsody Tapes è il primo album in studio del gruppo australiano Ocean Grove, pubblicato il 3 febbraio 2017 dall'etichetta UNFD. 
Come anteprima dell'album la band pubblica il singolo These Boys Light Fire il 1º dicembre 2016 ed il 21 dicembre dello stesso anno esce il video musicale per il brano Intimate Alien. Nella settimana della sua uscita, The Rhapsody Tapes si piazza al 5º posto della ARIA Albums Chart. In seguito all'uscita dell'album la band pubblica i video musicali per i brani Thunderdome il 13 marzo 2017 e Stratosphere Love il 12 luglio 2017.
Questo è l'unico full-length dove partecipano il cantante Luke Holmes ed il chitarrista Jimmy Hall.

## Stile
Con questo album la band si allontana ulteriormente dalle sonorità metalcore e post-hardcore che hanno caratterizzato l'inizio della loro carriera, processo già iniziato con il precedente EP Black Label. In The Rhapsody Tapes la band propone un metal sperimentale che spazia fra vari generi come nu metal, hardcore punk, grunge, alternative, hip hop, dub e drum and bass.

## Tracce
1. What I Love About a Natural Woman – 1:21
2. Beers – 2:51
3. Thunderdome – 3:44
4. Intimate Alien – 3:32
5. The Wrong Way – 3:44
6. Slow Soap Soak – 1:50
7. These Boys Light Fires – 3:22
8. When You're This High You Can Say What You Like – 3:28
9. Mr. Centipede – 4:20
10. From Dalight – 2:02
11. Stratosphere Love – 4:13
12. Hitachi – 2:49

## Formazione
- Luke Holmes – voce death, rap
- Jimmy Hall – chitarra
- Matt Henley – chitarra
- Dale Tanner – basso, voce melodica
- Sam Bassal – batteria, produzione, mixaggio, mastering
- Running Touch – campionamenti, tastiere, voce nelle tracce Thunderdome e Hitachi, produzione, mixaggio, mastering

## Classifiche
| Classifica (2017)       | Posizione massima |
| ----------------------- | ----------------- |
| Australia (ARIA Charts) | 5                 |